# Лухден
Лухден (њем. Luhden) општина је у њемачкој савезној држави Доња Саксонија. Једно је од 38 општинских средишта округа Шаумбург. Према процјени из 2010. у општини је живјело 1.104 становника. Посједује регионалну шифру (AGS) 3257022.

## Географски и демографски подаци
Лухден се налази у савезној држави Доња Саксонија у округу Шаумбург. Општина се налази на надморској висини од 91 метра. Површина општине износи 4,4 km². У самом мјесту је, према процјени из 2010. године, живјело 1.104 становника. Просјечна густина становништва износи 254 становника/km².